# Somatidia villosa
Somatidia villosa là một loài bọ cánh cứng trong họ Cerambycidae.